# Johannes Jerphaas Hasselman

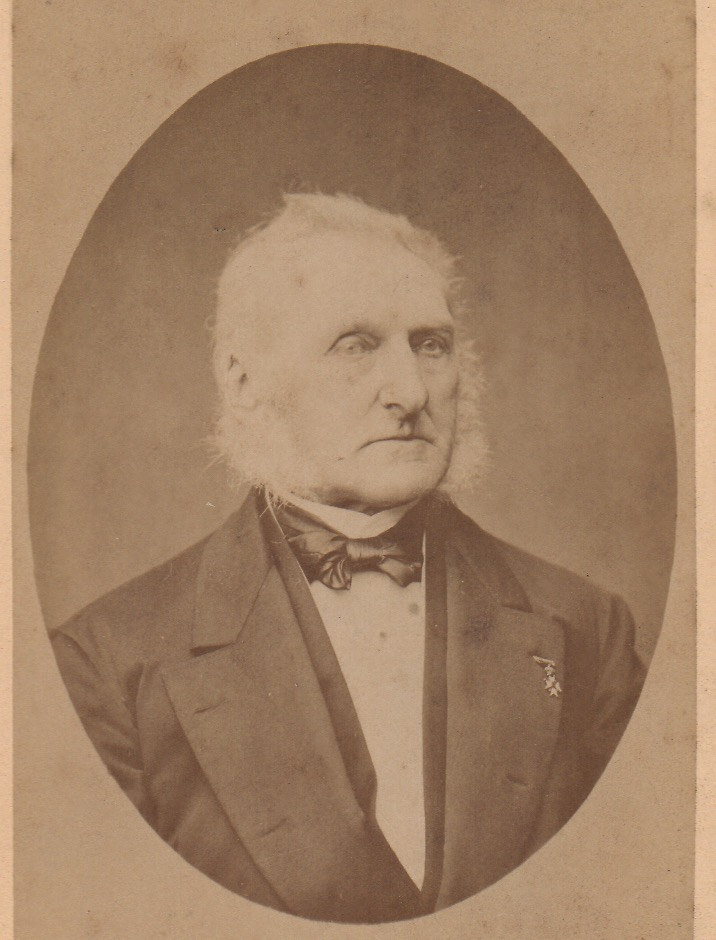
Johannes Jerphaas Hasselman (1867)

Johannes Jerphaas Hasselman (* 21. Oktober 1815 in Nederhemert, Provinz Gelderland; † 27. März 1895 in Tiel, Provinz Gelderland) war ein niederländischer Kolonialbeamter und konservativer Politiker, der unter anderem zwischen 1867 und 1868 Kolonialminister im Kabinett van Zuylen van Nijevelt sowie von 1869 bis 1871 Mitglied der Zweiten Kammer der Generalstaaten (Tweede Kamer der Staten-Generaal) war. Er war zudem zwischen 1875 und 1888 Mitglied des Staatsrates (Raad van State).

## Leben
Johannes Jerphaas Hasselman, der aus einer Familie von Obstbauern und Tabakpflanzern stammte, trat 1834 in den Staatsdienst (Overheidsdienst) der Kolonie Niederländisch-Indien und war zunächst zwischen 1840 und 1847 Assistierender Resident (Assistent-resident) in Ngrowo sowie von 1847 bis 1849 Assistierender Resident in Pandeglang. Nachdem er zwischen 1849 und 1851 Assistierender Resident in Surakarta war, fungierte er von 1851 und 1855 als Resident in Yogyakarta. Nach seiner Rückkehr war er in Unternehmen seiner Familie tätig. 1864 kandidierte er ohne Erfolg als Konservativer im Wahlkreis Amsterdam für ein Mandat in der Zweiten Kammer der Generalstaaten (Tweede Kamer der Staten-Generaal), des Unterhauses des Parlaments der Niederlande (Generalstaaten). Am 7. September 1865 wurde er Bürgermeister von Tiel und bekleidete dieses bis 20. Juli 1867. Bei der Wahl 1866 bewarb er sich Wahlkreis Tiel wiederum für ein Mandat in der Zweiten Kammer und unterlag dieses Mal dem Konservativen Willem Frederik Carel van Lidth de Jeude.

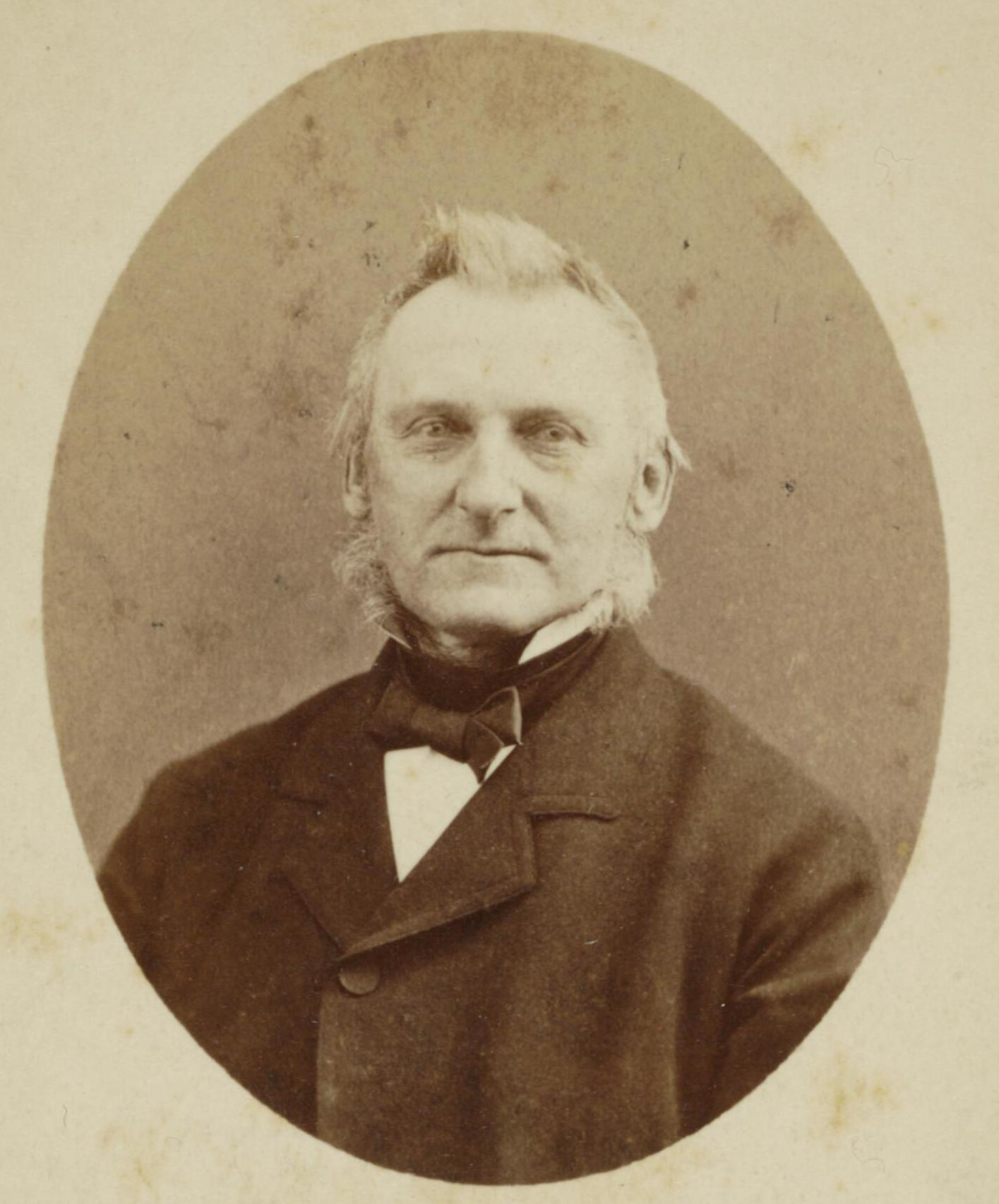
Johannes Jerphaas Hasselman (Fotografie von Maurits Verveer)

Nachdem Nicolaas Trakranen zurückgetreten war, wurde Hasselman durch Königlichen Erlass vom 17. Juli 1867 zu dessen Nachfolger als Kolonialminister (Minister van Koloniën) im Kabinett van Zuylen van Nijevelt ernannt und bekleidete dieses Ministeramt vom 20. Juli 1867 bis zum Ende der Amtszeit des Kabinetts am 4. Juni 1868. Als Kolonialminister war er Gegner von Änderungen der Agrarpolitik in den Kolonien. 
Am 20. September 1869 wurde Johannes Jerphaas Hasselman für den Wahlkreis Tiel Mitglied der Zweiten Kammer der Generalstaaten und gehörte dieser bis zum 18. September 1871 an. Bei der Wahl konnte er sich gegen die Gegenkandidaten Willem Jan Knoop von den Liberalen und James John Teding van Berkhout von den Antirevolutionären durchsetzen. Als Abgeordneter war er fast ausschließlich in Kolonialangelegenheiten involviert. Er hatte vom 18. September 1871 bis 15. Januar 1875 kein öffentliches Amt inne. Im August 1874 wurde nicht er, sondern Willem van Goltstein van Oldenaller als Kolonialminister bei der Bildung des Kabinetts Heemskerk/van Lynden van Sandenburg berücksichtigt. Daraufhin wurde er durch Königlichen Erlass vom 31. Dezember 1874 zum Mitglied des Staatsrates (Raad van State) ernannt und gehörte diesem Verfassungsorgan zur Beratung der Regierung vom 15. Januar 1875 bis zum 12. August 1880 an. Im Staatsrat war er Mitglied der Abteilungen für Finanzen sowie für Auswärtige Angelegenheiten.
Hasselman war mit einer Enkelin von D. J. Steyn Parvé, Mitglied des Vertretungskörpers (Vertegenwoordigend Lichaam) der Batavischen Republik sowie Mitglied der Notabelnversammlung (Vergadering van Notabelen), verheiratet.

## Veröffentlichungen
- Eenige beschouwingen omtrent Kolonisatie, Amsterdam 1857
- Cultuurstelsel en eenige andere Indische aangelegenheden en vrijen arbeid op Java, Zaltbommel 1860
- Beschouwingen over de Particuliere Industrie in vergelijking met het Kultuurstel, Zaltbommel 1863
- De cultuurproducten en het Cultuurstelsel, Zaltbommel 1862
- Proeve eener verhandeling over den grondeigendom op Java, Tiel 1864